# Fernwanderweg Staudernheim–Soultz-sous-Forêts
Der Fernwanderweg Staudernheim–Soultz-sous-Forêts verläuft mit dem Wegzeichen Blauer Balken von Rheinland-Pfalz bis ins Elsass.

## Gesellschaft
Der in Deutschland befindliche Streckenteil wird vom Pfälzerwald-Verein betreut.

## Streckenverlauf
Ausgangspunkt des Fernwanderwegs ist die Ortsgemeinde Staudernheim. Von dort aus verläuft er bis Bad Münster am Stein-Ebernburg nach Osten, um danach über Fürfeld in die Pfalz einzutreten. Bis Göllheim wechselt er zwischen Nordpfälzer Bergland und Alzeyer Hügelland und passiert dabei Mörsfeld, Orbis, Kirchheimbolanden Dannenfels, den Donnersberg, Steinbach am Donnersberg und Standenbühl.
Südlich von Göllheim tritt er in den Pfälzerwald ein, der den größten Teil seiner Strecke ausmacht. Dort verläuft er hauptsächlich in die südliche Richtung über Stauf, Ramsen, Altleiningen, Bad Dürkheim, den Drachenfels, Weidenthal, Elmstein, den Weiler Landauer Forsthaus Taubensuhl und den Kehrenkopf. Ab dem Großen Adelberg verläuft er zusammen mit dem Pfälzer Weinsteig und passiert dabei die Kernstadt von Annweiler am Trifels. Beim  Kurpark trennen sich beide Routen wieder. Danach streift der Fernwanderweg das zum Stadtteil Bindersbach gehörende Kurhaus Trifels und führt über den ebersberg, den Rötzenberg, Völkersweiler und den Schloßberg mit der Burg Lindelbrunn nach Vorderweidenthal. Von dort aus geht es nach Erlenbach bei Dahn, wo er bis zur Burg Berwartstein dem Pfälzer Waldpfad folgt sowie anschließend über Niederschlettenbach, Nothweiler, das Naturschutzgebiet Zeppelinhalde, den Schönauer Schlossberg und Hirschthal (Pfalz). Anschließend überschreitet er die Grenze zwischen Deutschland und Frankreich und führt über die Vogesen bis nach Soultz-sous-Forêts.